# Heba Said
Pour les articles homonymes, voir Said.
Heba Said (en arabe : هبة سعيد), née en 1978, est une haltérophile égyptienne.

## Carrière
Heba Said est triple médaillée d'argent dans la catégorie des moins de 48 kg aux Jeux africains de 1999 à Johannesbourg.
Elle est médaillée d'or au total dans la catégorie des moins de 48 kg aux Championnats d'Afrique d'haltérophilie 2000.